# Laurence Trimble
Pour les articles homonymes, voir Trimble.
Laurence Trimble est un réalisateur, scénariste et acteur américain du cinéma muet, né le 15 février 1885 à Robbinston, Maine (États-Unis), mort le 8 février 1954 à Woodland Hills (États-Unis).

## Biographie
Son chien, Jean the Vitagraph Dog, fut l'un des premiers chiens acteurs, précurseurs des Lassie et autres Rintintin.
Il a réalisé plusieurs des films où apparaît l'acteur de comédie John Bunny et tourné beaucoup également avec l'actrice Florence Turner.
Il est parfois crédité Larry Trimble.

## Filmographie

### Comme réalisateur
- 1910 : Saved by the Flag
- 1910 : Her Mother's Wedding Gown
- 1910 : Jean and the Calico Doll
- 1910 : Jean, the Matchmaker
- 1910 : Auld Robin Gray
- 1910 : Jean Goes Foraging
- 1910 : Jean Goes Fishing
- 1910 : Drumsticks
- 1910 : Jean and the Waif
- 1910 : Where the Wind Blows
- 1911 : Jean Rescues (en)
- 1911 : Red Eagle
- 1911 : Prejudice of Pierre Marie
- 1911 : The Stumbling Block

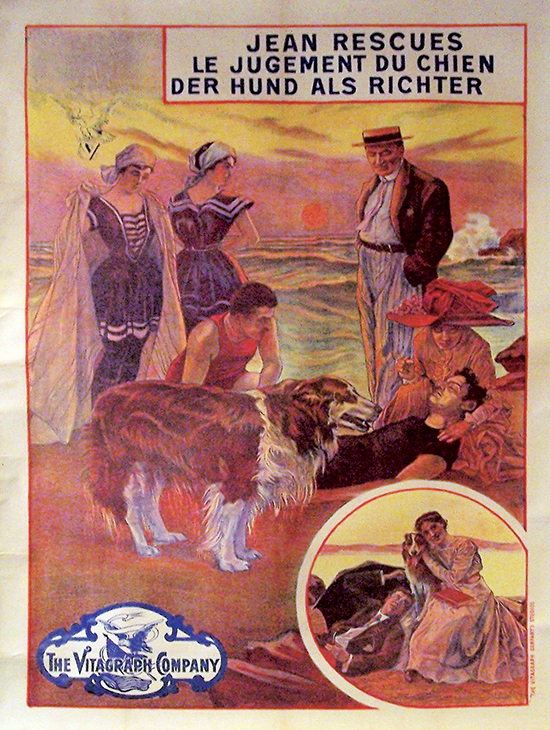
Affiche du film Jean-Rescues (1911)

- 1911 : The Battle Hymn of the Republic
- 1911 : Billy the Kid
- 1911 : In the Arctic Night
- 1911 : Man to Man
- 1911 : Her Crowning Glory
- 1911 : Beyond the Law
- 1911 : Wig Wag
- 1911 : Auld Lang Syne
- 1911 : One Touch of Nature
- 1912 : A Red Cross Martyr; or, On the Firing Lines of Tripoli
- 1912 : Indian Romeo and Juliet
- 1912 : A Cure for Pokeritis
- 1912 : Cardinal Wolsey
- 1912 : Mockery
- 1912 : Pandora's Box
- 1912 : The French Spy
- 1912 : Chased by Bloodhounds
- 1912 : Pseudo Sultan
- 1912 : Martha's Rebellion
- 1912 : The Awakening of Jones
- 1912 : Suing Susan
- 1912 : Bunny and the Dogs
- 1912 : Two Cinders
- 1912 : Bunny's Suicide
- 1912 : Bachelor Buttons
- 1912 : Bunny All at Sea
- 1912 : Bunny at the Derby
- 1912 : Michael McShane, Matchmaker
- 1912 : Hypnotizing the Hypnotist
- 1912 : The Signal of Distress
- 1912 : While She Powdered Her Nose
- 1913 : The Harper Mystery
- 1913 : The Wings of a Moth
- 1913 : When Bobby Forgot
- 1913 : Everybody's Doing It
- 1913 : The Pickwick Papers
- 1913 : Under the Make-Up
- 1913 : Sisters All
- 1913 : The House in Suburbia
- 1913 : Bunny Blarneyed; or, The Blarney Stone
- 1913 : Checkmated
- 1913 : Let 'Em Quarrel
- 1913 : There's Music in the Hair
- 1913 : A Window on Washington Park
- 1913 : The Deerslayer
- 1913 : Counsellor Bobby
- 1913 : Up and Down the Ladder
- 1913 : Cutey Plays Detective
- 1913 : Does Advertising Pay?
- 1913 : The Adventure of the Shooting Party
- 1913 : Pumps
- 1914 : Through the Valley of Shadows
- 1914 : Shopgirls: or, The Great Question
- 1914 : The Shepherd Lassie of Argyle
- 1914 : The Murdock Trial
- 1914 : For Her People
- 1914 : Daisy Doodad's Dial
- 1914 : Creatures of Habit
- 1915 : My Old Dutch
- 1915 : Lost and Won
- 1915 : The Great Adventure
- 1915 : Far from the Madding Crowd
- 1915 : As Ye Repent
- 1915 : Alone in London
- 1916 : Sally in Our Alley
- 1916 : A Place in the Sun
- 1916 : Grim Justice
- 1917 : Mine of Missing Men
- 1917 : Castle
- 1917 : Le Pli cacheté (The Spreading Dawn)
- 1917 : La Menace dans l'ombre (The Auction Block)
- 1918 : The Light Within
- 1919 : Spotlight Sadie
- 1919 : Fool's Gold
- 1920 : The Woman God Sent
- 1920 : Darling Mine
- 1920 : Everybody's Sweetheart
- 1921 : Hurle à la mort (The Silent Call)
- 1922 : Brawn of the North
- 1924 : The Love Master
- 1924 : Sundown
- 1924 : Daring Danger
- 1925 : White Fang
- 1926 : My Old Dutch

### comme Scénariste
- 1912 : Michael McShane, Matchmaker
- 1913 : The Pickwick Papers
- 1913 : Under the Make-Up
- 1913 : Bunny Blarneyed; or, The Blarney Stone
- 1914 : Creatures of Habit
- 1915 : A Welsh Singer
- 1915 : Far from the Madding Crowd
- 1915 : As Ye Repent
- 1916 : A Place in the Sun
- 1916 : Doorsteps
- 1920 : The Woman God Sent
- 1920 : La Horde d'argent (The Silver Horde)
- 1920 : Going Some
- 1920 : Darling Mine
- 1924 : Flapper Wives
- 1924 : The Love Master
- 1925 : The Shining Adventure (it)
- 1926 : My Old Dutch

### comme acteur
- 1912 : The Path of True Love
- 1912 : The Course of True Love
- 1912 : Bunny All at Sea
- 1914 : The Murdock Trial : A Butler
- 1923 : Hee! Haw!
- 1928 : Watch the Birdie